# 大理石拱门
51°30′47″N 0°9′32″W / 51.51306°N 0.15889°W

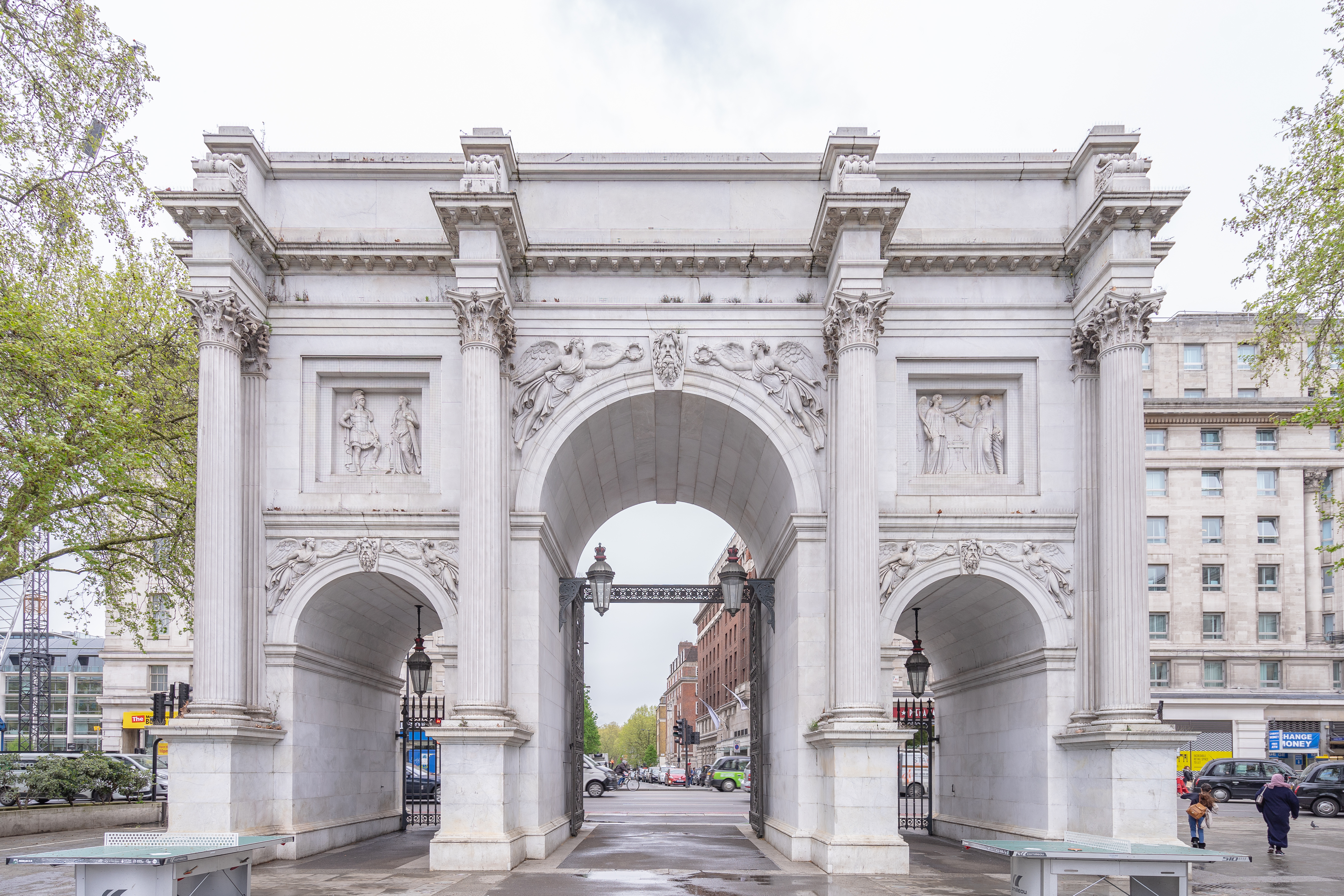
大理石拱门

大理石拱门（Marble Arch）是一座白色卡拉拉-大理石建筑，位于英国伦敦牛津街西端，与公园径和埃奇威尔路交叉路口，几乎正对着海德公园的演说者之角。拱门位于一个繁忙的大型交通环岛上，环岛上还有一个很小的公园。这个交通环岛正对着大理石拱门地铁站。
“大理石拱门”也指伦敦西区拱门所在的地方，特别是爱治威尔路的南段。历史上，只有皇室成员和皇家骡马炮兵团才能在庆典游行时通过大理石拱门。

## 历史

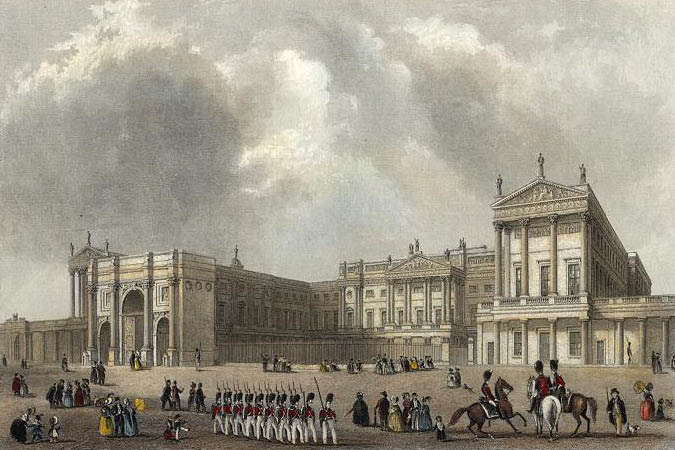
白金汉宫前的大理石拱门

1828年，約翰·納西根据罗马君士坦丁凯旋门，设计了大理石拱门。它原本位于林荫路作为纳什将白金汉府改建的新白金汉宫的一个大门。当时，白金汉宫的东部还没有兴建，这意味着由两翼环绕的内院，仍然向一侧敞开。大理石拱门就安置在庭院敞开一侧的入口。
1855年，白金汉宫的东部兴建期间，大理石拱门被移到现址。据推测，这个拱门可能转移到街对面的海德公园，或一些其他更方便的位置，而不是目前大型交通环岛上的位置。

## 设计
拱门内有三个小房间作为警察局使用，直至1950年。1860年代初，驻守在此的警察中有一位是塞缪尔·帕克斯，曾在克里米亚战争期间获得1854年维多利亚十字勋章。
由于纳什的财政问题，一些原本为拱门设计的雕塑到了国家美术馆的立面，尤其是“不列颠尼亚”。门廊下消失的雕像原本打算描绘惠灵顿公爵。这些雕塑包括人格化的欧洲和亚洲/印度，中间为空白圆形。如果拱门按计划完成，惠灵顿公爵的面部将描绘在圆形上。

## 位置
| 伦敦巴士 | 大理石拱门 2路、10路、16路、36路、73路、74路、82路、137路、148路、159路、414路、436路 |
| 伦敦地铁 | 大理石拱门站                                                                          |

距离最近的伦敦地铁车站是中央线的大理石拱门站。
拱门附近的区域构成一个重要的路口，向东为牛津街，向南为公园径，向西为贝斯沃特路，向西北为埃奇威尔路。拱门以北的一条短街也称为大理石拱门。
该地区曾经拥有伦敦最大的电影屏幕，在Odeon Marble Arch电影院。
圆拱附近有英国最大的马莎百货，开业于1930年。
拱门也靠近泰本绞刑架（有时称为'泰本树'）的所在地，那是1388年至1793年公开处决犯人的地点。

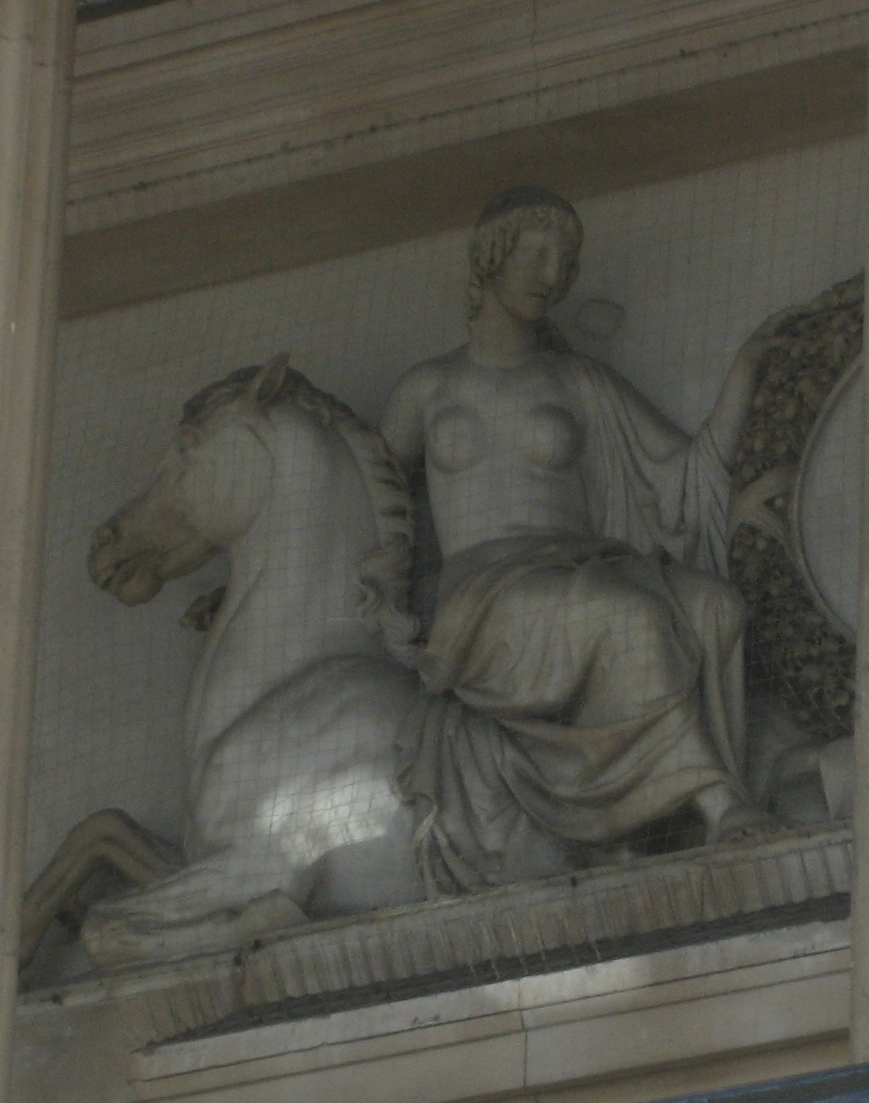
欧洲
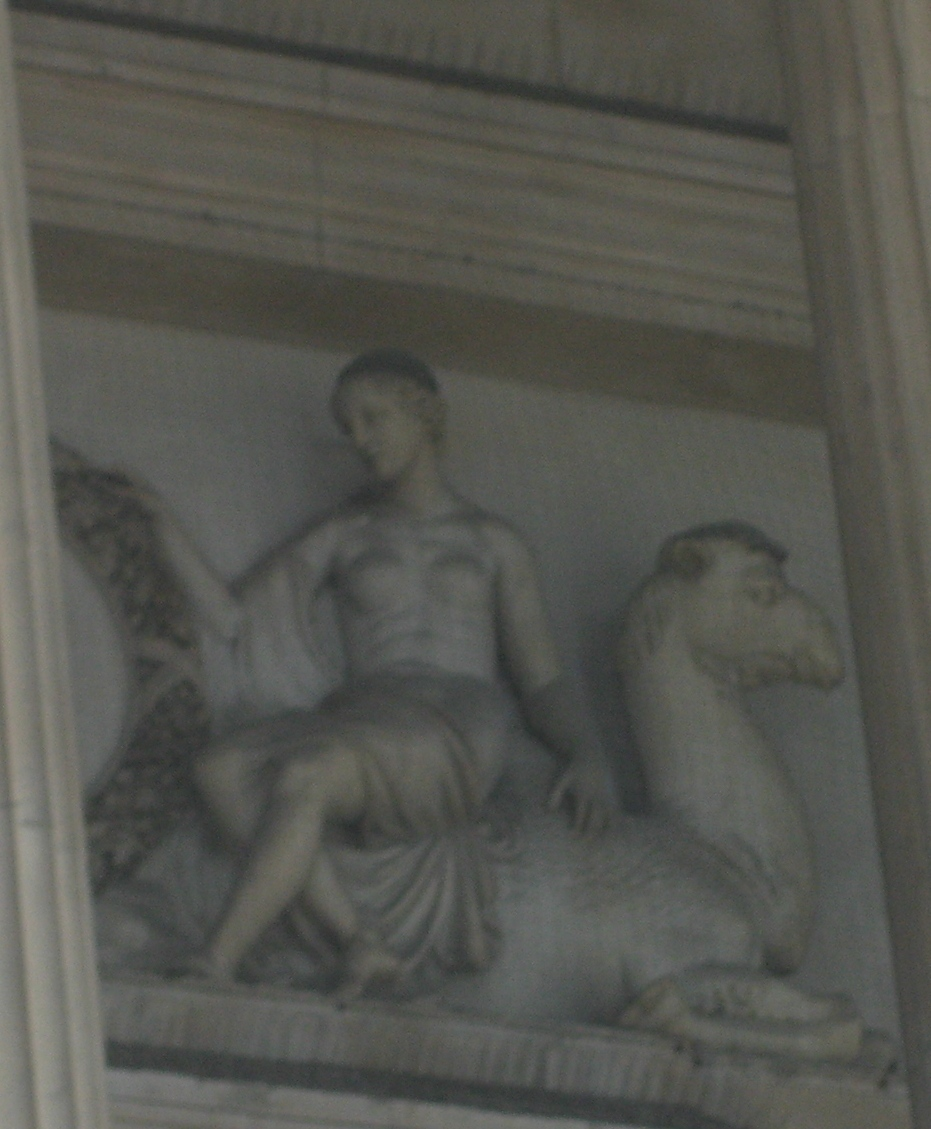
亚洲/印度
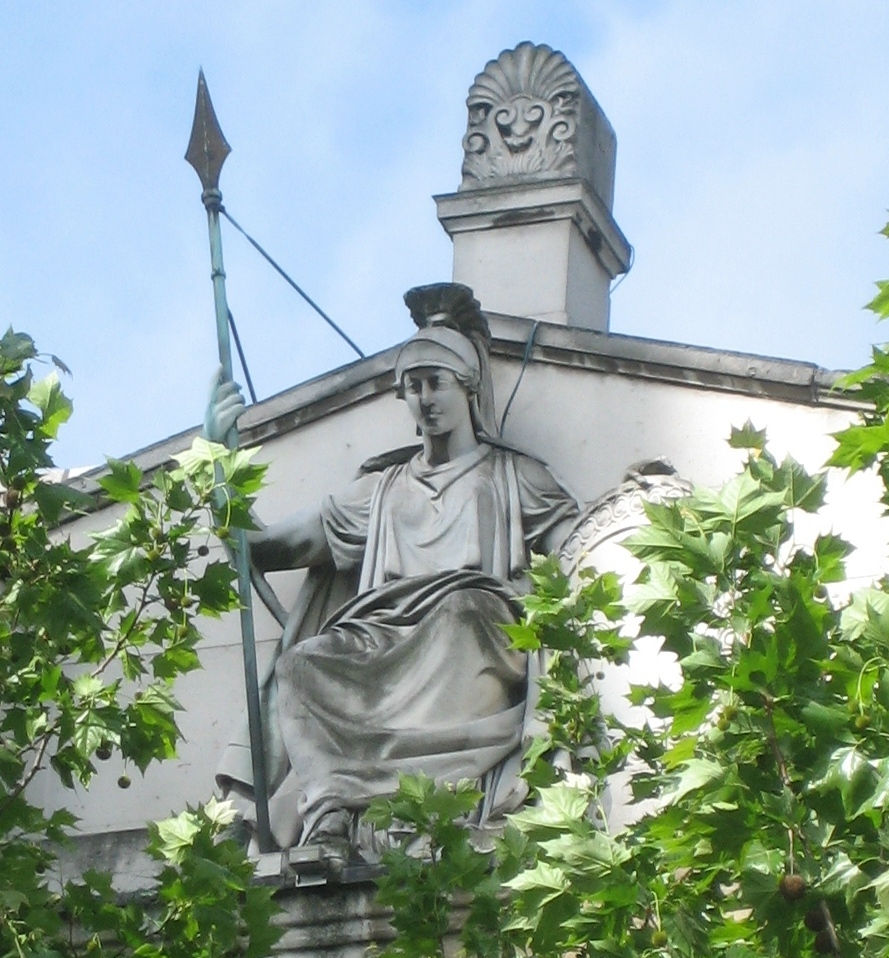
不列颠尼亚

## 外部連結
维基共享资源上的相關多媒體資源：大理石拱门
- AboutBritain.com information （页面存档备份，存于）